# Solanum conocarpum
Solanum conocarpum är en potatisväxtart som beskrevs av Louis Claude Marie Richard och Michel Félix Dunal. Solanum conocarpum ingår i släktet skattor som ingår i familjen potatisväxter. Inga underarter finns listade i Catalogue of Life.